# Школа Сюрикен
Школа Сюрикен (также «Сюрикен Скул», англ. Shuriken School) — испанско-французский мультсериал, выходивший с 20 августа 2006 по 22 декабря 2007. Спродюсирован компаниями Xilam Animation и Zinkia Entertainment совместно с France 3 и Jetix Europe.

## Выпуск на DVD
В 2014 году компанией «Cinedigm» был выпущен бокс-сет из четырёх DVD, включающих в себя все серии мультсериала.

## Фильм
21 декабря 2007 года на телеканале Disney Channel Asia был показан полнометражный мультфильм «Школа Сюрикен: Секрет ниндзя» (англ. Shuriken School: The Ninja's Secret). 15 апреля 2014 года мультфильм был выпущен на DVD компанией «Cinedigm».